# 川勝広達
川勝 広達（かわかつ ひろたけ）は、江戸時代前期から中期の旗本。知氏系重氏流川勝家の5代当主。

## 生涯
貞享元年（1684年）、野村為政の三男として江戸に生まれ、後に川勝広英の婿養子となった。宝永6年（1709年）4月6日、小姓組となり、享保8年（1723年）3月12日に勤務の褒賞として黄金一枚を給わった。享保18年（1733年）10月26日、義父広英の死去により、その家督（下野・常陸内700石）を継いだ。
宝暦4年（1754年）閏2月21日、老いを理由に職を辞した。この時、黄金二枚を給わった。
宝暦5年（1755年）8月6日、72歳で没した。家督は嫡男の広典が継いだ。